# Тайлър Хеклин
Тайлър Лий Хоклин (на английски: Tyler Lee Hoechlin) (роден на 11 септември 1987 година) е американски актьор, който дебютира като сина на Майкъл Съливан (в ролята Том Ханкс) във филма  „Път към отмъщение“ (2002). За телевизията той е известен с ролята на Мартин Бреуер от шоуто „Седмото небе“, което се задържа на екран в продължение на 11 години. Популярен и с ролите на Дерек Хейл от американския сериал по МТВ Teen Wolf и Кларк Кент от сериала Супермен и Лоис.